# Inscripció de Sargon II

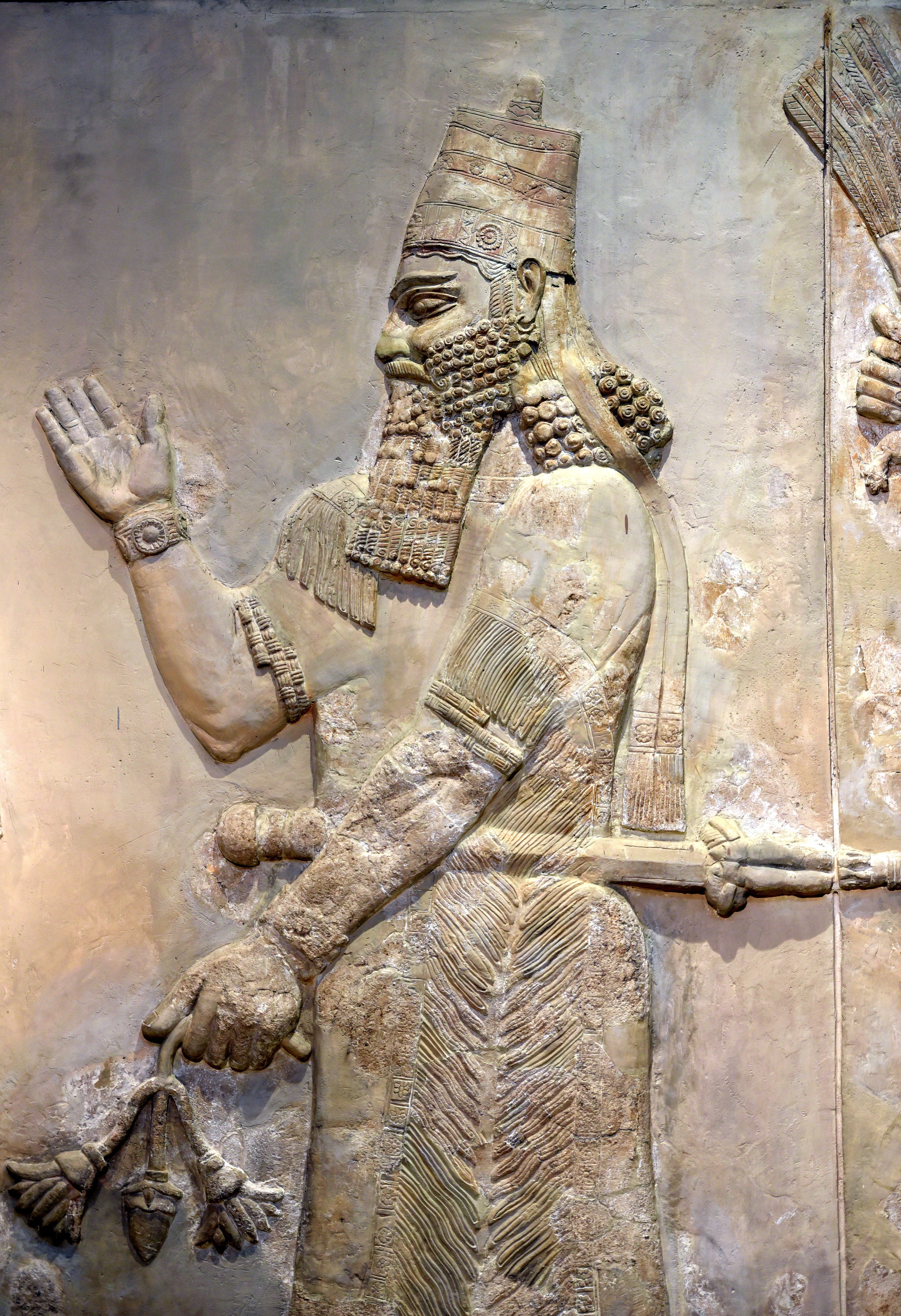
Representació en baix relleu de Sargon II, provinent del palau reial de Sargon II a Dūr- Šarrukīn (actual Khorsabad, Iraq).

La Inscripció de Sargon II és una llosa d’argila cuita que commemora la fundació de la ciutat assíria de Dūr-Šarrukīn i la construcció del palau reial per part del rei Sargon II (722–705 aC), un dels monarques més destacats de l'Imperi Neoassiri. Aquesta peça epigràfica constitueix un valuós testimoni del poder polític, ideològic i arquitectònic de l’època, així com de la propaganda reial a través de la inscripció monumental.

## Troballa i localització actual
La inscripció fou descoberta durant les primeres excavacions arqueològiques a Dūr-Šarrukīn (actual Khorsabad, a l'Iraq), iniciades el 1844 per Paul-Émile Botta, cònsol francès a Mosul. Aquestes excavacions van permetre identificar el palau reial de Sargon II i extreure diverses peces, inclosa aquesta inscripció, que probablement formava part de les parets o les estances del recinte palatí.
La peça va arribar a Europa gràcies a Giovanni Bennhi, establert a Mosul, qui la va lliurar com a obsequi al papa Pius IX. Actualment, es conserva als Museus Vaticans, a Roma, concretament a la sala IX del Museu Gregorià Egipci, destinada als relleus i inscripcions procedents dels palaus assiris.

## Descripció
La inscripció és una llosa d’argila cuita de forma rectangular que mesura 35 cm d’alçada per 35 cm d’amplada. El camp epigràfic, que ocupa 10,5 cm d’alçada i 22 cm d’amplada, conté un text escrit en escriptura cuneïforme. Malgrat el caràcter oficial i commemoratiu de la peça, el text està redactat en llengua sumèria, una pràctica habitual en inscripcions monumentals neoassíries per dotar-les d’una major solemnitat i connectar-les amb l’antiga tradició epigràfica de Mesopotàmia.
La inscripció conté cinc línies que exalten la figura de Sargon II i la seva tasca com a fundador de Dūr-Šarrukīn i constructor del palau reial, ressaltant així la seva autoritat i legitimitat com a sobirà.

## Context històric
Sargon II va governar durant un període d'expansió territorial i consolidació política de l'Imperi Neoassiri (segles IX–VII aC). Va accedir al tron el 722 aC, probablement a través d’un cop d’estat després de la mort de Shalmaneser V, fet que ha dut alguns especialistes a considerar-lo un usurpador, ja que no apareix a la llista reial assíria.
Durant el seu regnat, Sargon II va emprendre nombroses campanyes militars cap a Palestina, Síria, Fenícia, l'Alt Egipte i l’illa de Xipre, que va ser sotmesa indirectament mitjançant el pagament de tributs. La política expansiva anava acompanyada de la construcció d’importants infraestructures administratives i militars.
El 707 aC va fundar Dūr-Šarrukīn («Fortalesa de Sargon»), una ciutat de nova planta de 3 km² situada en una posició estratègica prop de les fronteres orientals de l’imperi. La nova capital pretenia consolidar el control sobre la regió i garantir una resposta ràpida davant possibles amenaces. A més, es trobava en una cruïlla de rutes comercials i comptava amb un fàcil accés a recursos hídrics.
El palau reial de Dūr-Šarrukīn, centre polític i administratiu de l’imperi, es va decorar amb relleus monumentals, escultures de gran format i estàtues de bronze que expressaven el poder i la grandesa del rei i la cort. Aquest complex arquitectònic es va convertir en una mostra de l'art i la propaganda imperial assíria.

## Importància de la inscripció
La inscripció de Sargon II té un valor historiogràfic destacat, ja que testimonia l’acte fundacional de Dūr-Šarrukīn i confirma el paper actiu del rei en la construcció de la nova capital. Forma part d’un ampli conjunt de fonts epigràfiques assíries, entre les quals es troben esteles, cilindres i tauletes que documenten les activitats militars, administratives i religioses dels monarques neoassiris.
Aquest tipus de textos commemoratius servien com a instrument de legitimització política i com a mitjà per reforçar la memòria del monarca davant la posteritat. En aquest sentit, la inscripció destaca per l’ús de la llengua sumèria, ja arcaica a l’època, com a recurs cultural i ideològic per connectar el regnat de Sargon II amb l’antiga tradició mesopotàmica.
Malgrat les ambicioses iniciatives de Sargon II, després de la seva mort en campanya militar l’any 705 aC, la ciutat de Dūr-Šarrukīn va ser abandonada. El seu successor, Sennacherib, va traslladar la capital a Nínive, on va emprendre un nou projecte urbanístic i palatí.

## Webgrafia
- Inscripció de Sargon II, Museus Vaticans, (s.f.). Dettagli dell’opera: MV.15025. Catalogo online. [Data de consulta: 22 febrer 2025]. https://catalogo.museivaticani.va/index.php/Detail/objects/MV.15025.0.0?lang=it_IT

- Inscripció de Sargon II, Museus Vaticans,  (s.f.). Mattone con iscrizione di Sargon II. [Data de consulta: 22 febrer 2025]. https://www.museivaticani.va/content/museivaticani/es/collezioni/musei/museo-gregoriano-egizio/sala-ix--rilievi-e-iscrizioni-dei-palazzi-assiri/mattone-con-iscrizione-di-sargon-ii.html